# Toffifee
Toffifee — цукерки німецького кондитерського виробника «August Storck KG». Цукерка має вигляд розрізаної навпіл карамельної кульки з цілим фундуком і нугою всередині та з краплею шоколаду зверху.
Цукерки «Toffifee» виготовляються в упаковках з різною кількістю — по 4, 12, 15, 24, 30 або 48 штук. Уперше «Toffifee» з'явились у продажу 1973 року в Німеччині. Нині цукерки продаються у 90 країнах світу, включаючи Україну. На великі свята, зокрема Різдво Христове та Великдень, існують спеціальні святкові упаковки цукерок «Toffifee».

## Склад
- Горіх фундук — 10 %
- Карамель — 41 %
- Нуга — 37 %
- Шоколад — 12 %